# Cheval-Rigon
Pour les articles homonymes, voir Rigon.
Cheval-Rigon est un hameau situé sur le territoire de la commune de Ferrières-sur-Sichon, et traversé par la route de Vichy.
À la Révolution française, la paroisse de Cheval-Rigon a été érigée en commune indépendante. En 1802, Cheval-Rigon a été supprimée et rattachée à la commune de Ferrières-sur-Sichon. Une partie de son territoire a également été partagée entre d'autres communes de la Montagne bourbonnaise, Arronnes (Allier) et Lachaux (Puy-de-Dôme).
Il existe plusieurs graphies :
- Cheval Rigon ;
- Chevalrigon ;
- Chevalriogon ;
- Cheval regond.

Sur son territoire se trouve l'ancienne église paroissiale, aujourd'hui en ruines et propriété privée, datée du XIIe siècle. Une association, Saint-Mayeul - Cheval Rigon, s'est donné pour objectif la sauvegarde de cet édifice.